# Quercus macrocarpa
Prärieek (Quercus macrocarpa) är en bokväxtart som beskrevs av André Michaux. Quercus macrocarpa ingår i släktet ekar, och familjen bokväxter. IUCN kategoriserar arten globalt som livskraftig.

## Underarter
Arten delas in i följande underarter:
- Q. m. depressa
- Q. m. macrocarpa

## Bildgalleri

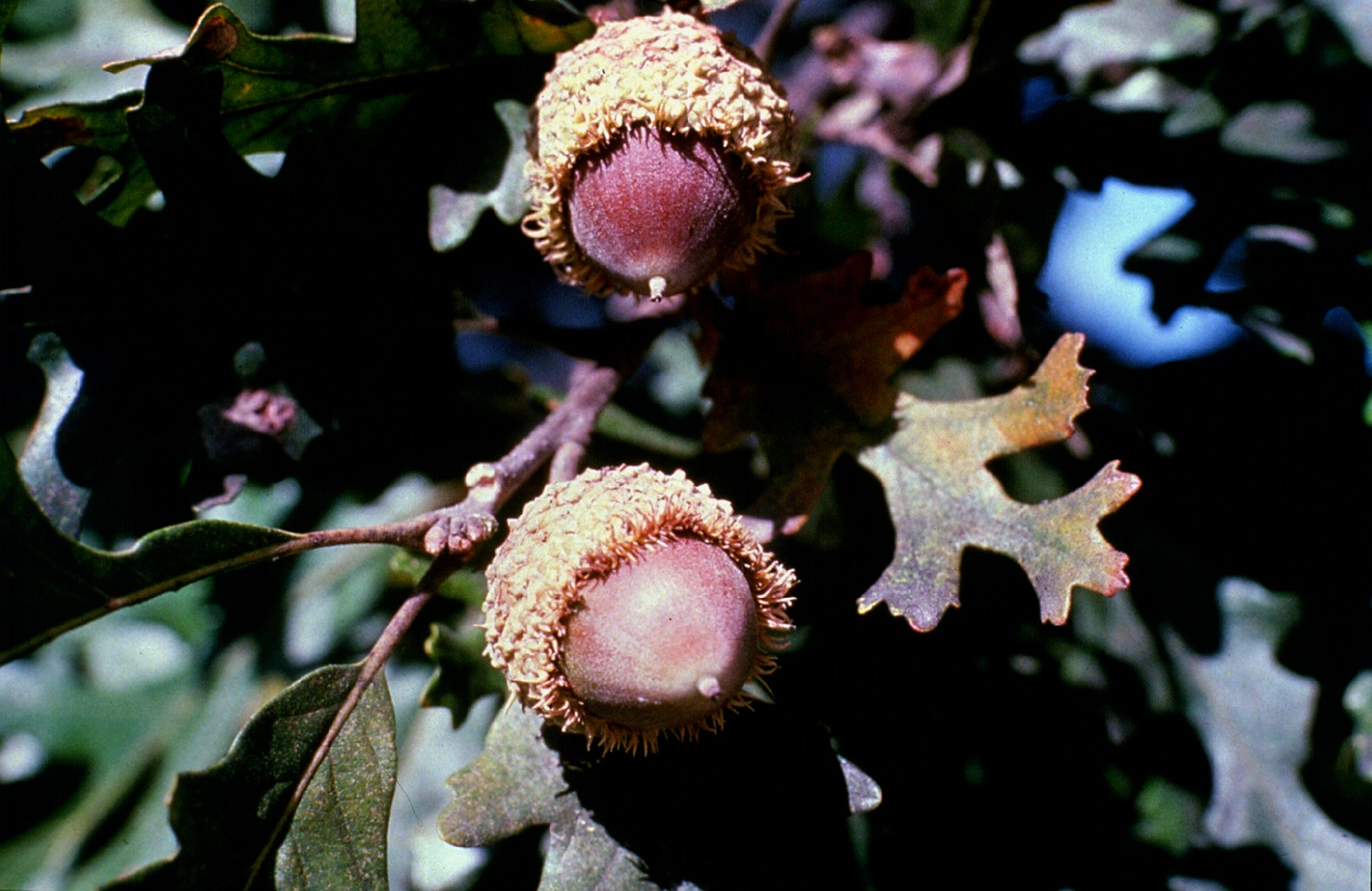
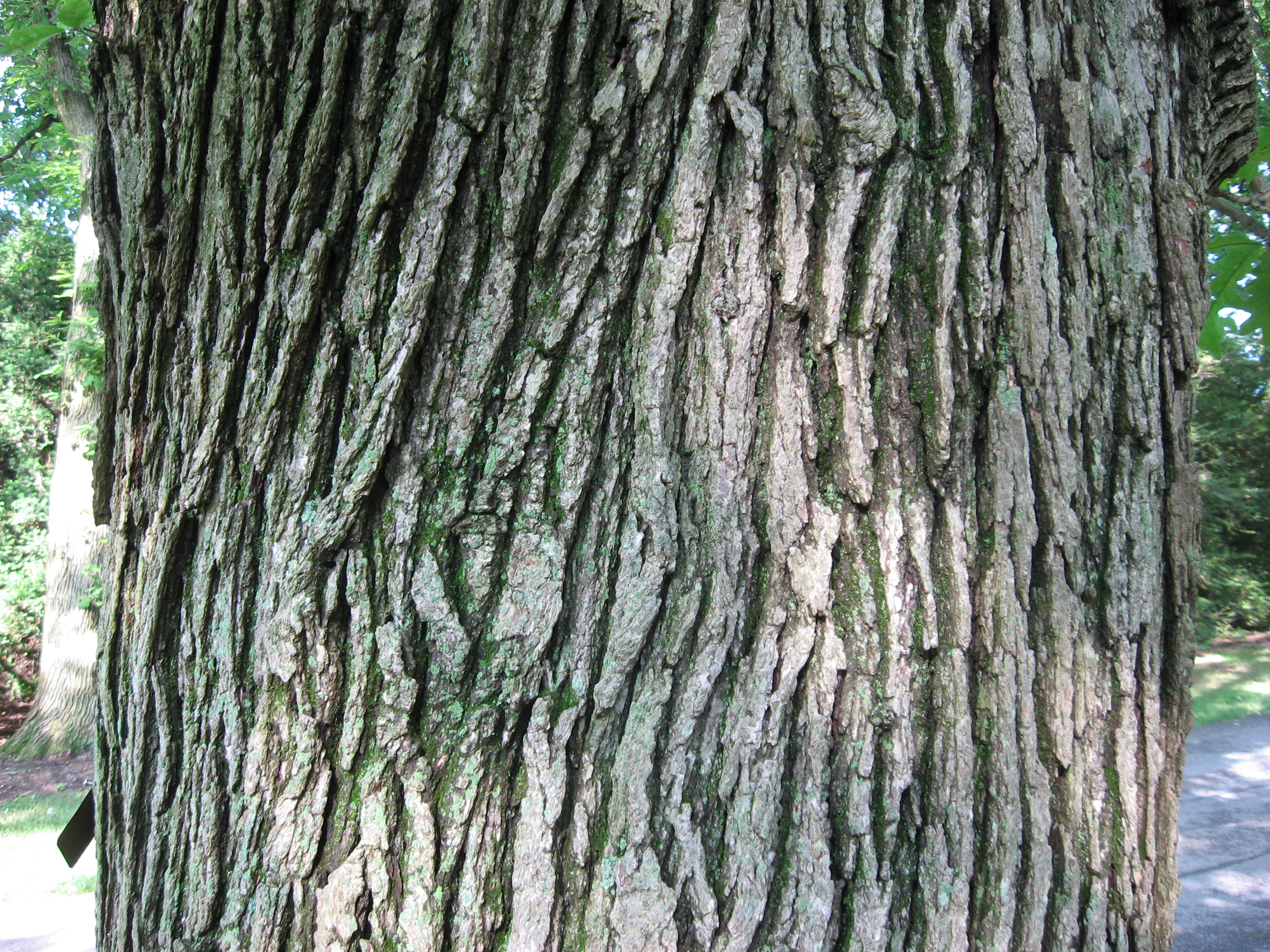
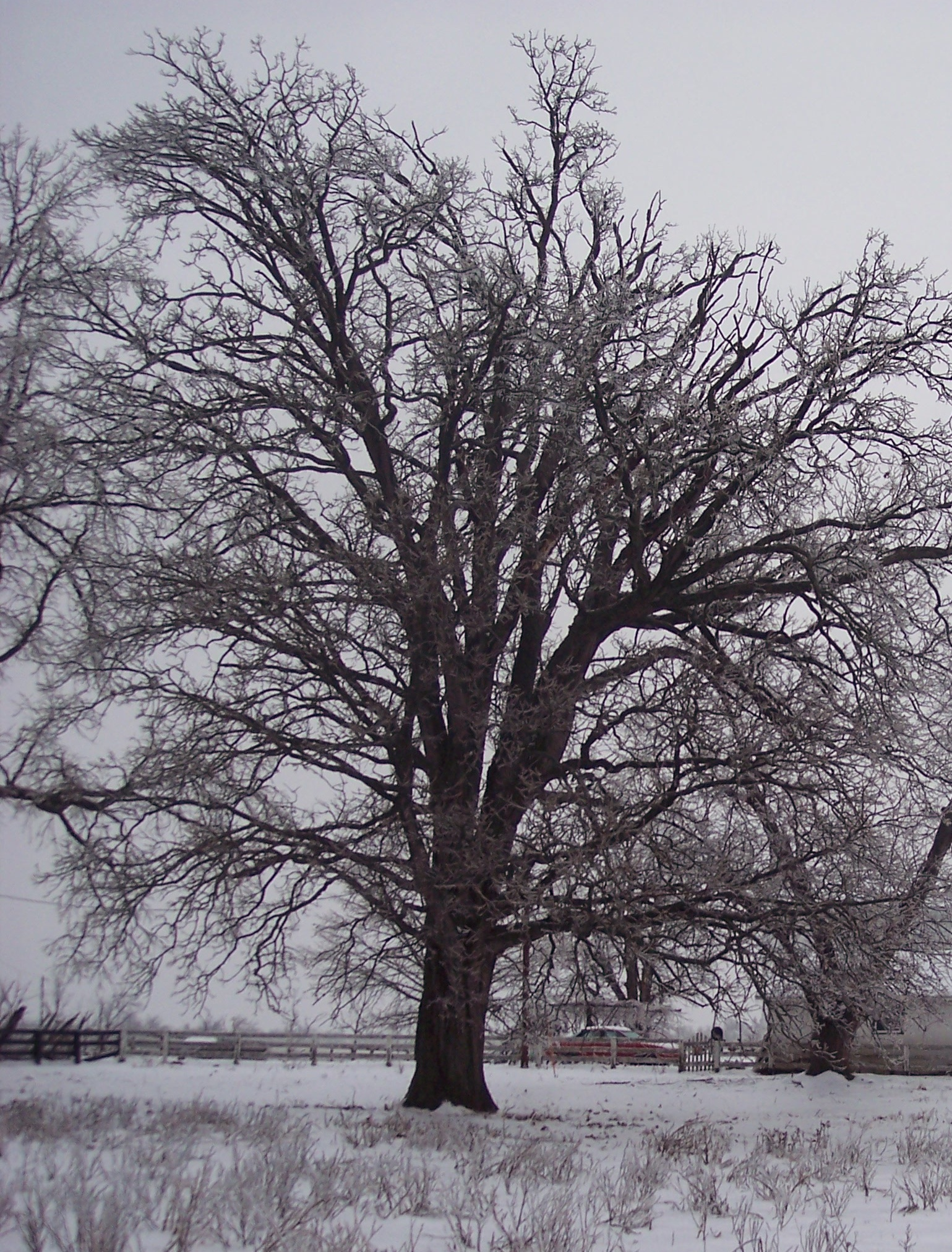
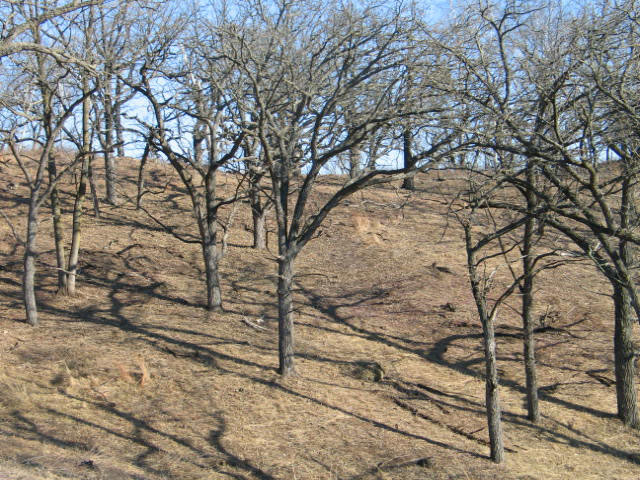